# Preservation Hall Jazz Band
Preservation Hall Jazz Band est un orchestre de jazz de la Nouvelle-Orléans fondé par le tubiste Allan Jaffe au début des années 1960. Le groupe tire son nom du Preservation Hall, une salle de concert dans le quartier français. En 2005, la salle a été fermée pendant un certain temps en raison de l'ouragan Katrina, mais le groupe a continué à tourner.

## Premières années
Dans les années 1950, Larry Borenstein, un marchand d’art de Milwaukee, ouvre une galerie d'art appelée Preservation Hall dans le quartier français. Pour attirer des clients, il invite des musiciens de jazz locaux de la Nouvelle-Orléans à jouer. Après leur lune de miel en 1961, Allan Jaffe et son épouse Sandra se sont rendus au Preservation Hall pour écouter du jazz traditionnel de la Nouvelle-Orléans. Les Jaffes venaient de Pennsylvanie. Allan Jaffe était un joueur de tuba diplômé de la Wharton School of Business de Philadelphie, alors que sa femme était employée dans une agence de publicité. Ils ont assisté à des concerts, ont appris à aimer le quartier français et sont restés plus longtemps que prévu. Borenstein leur a demandé s'ils souhaitaient gérer le Preservation Hall et ils ont accepté.
Allan Jaffe engage des musiciens de la région âgés de 60 à 90 qui pour beaucoup sont aux prises avec la pauvreté, le racisme et la maladie. Au début, les Jaffes ne servent pas d'alcool, n'utilisent aucune amplification et ne font pas de publicité. En 1963, Allan Jaffe a commence à tourner avec des groupes aux États-Unis et dans d'autres pays. Ces tournées comprenaient des personnalités telles que la pianiste Sweet Emma Barrett, le trompettiste Kid Thomas Valentine, les frères Percy Humphrey et Willie Humphrey, le trompettiste De De Pierce et son épouse, la pianiste Billie Pierce. Le plus populaire était le clarinettiste George Lewis. Des fans du monde entier sont venus à la Nouvelle-Orléans pour écouter du jazz traditionnel.

## Olympia Brass Band
La santé de Barrett a commencé à décliner dans les années 1970, ce qui l'oblige à arrêter de tourner. Les frères Percy Humphrey (trompette) et Willie Humphrey (clarinette) l'ont remplacée. Le groupe comprend Frank Demond (trombone), James Prevost (basse), James "Sing" Miller (piano), Cie Frazier (batterie), Jim Robinson (trombone), Narvin Kimball (banjo) et Allan Jaffe (tuba) .
À la fin des années 1960 et au début des années 1970, Harold Dejan a engage de nombreux membres du groupe pour les tournées pour son Olympia Brass Band. Ce groupe est devenu non seulement un incontournable de Preservation Hall, mais a également influencé le groupe de jazz Preservation Hall et les futurs musiciens de Preservation Hall.
Les musiciens habituels de Dejan sont Andy Anderson (trompette), Milton Batiste (trompette), Kid Sheik Cola (trompette), Paul Crawford (trombone) Gerald Joseph (trombone), Emanuel Paul (saxophone ténor), Andrew Jefferson (caisse claire), John Smith, Verre Henry "Booker T", Nowell Verre "Papa". Cag Cagnolatti, Thomas Thomas Valentine, Louis Nelson, Louis Cottrell Jr., Cié Frazier, Emanuel Sayles et Allan Jaffe au tuba. Pendant les années Olympia, le jeune Harry Connick Jr. joue avec Barrett et le groupe au Preservation Hall.
En 1977, Jaffe et Arthur Hall et son ensemble de danse afro-américaine ont publié Fat Tuesday et All That Jazz! Une comédie musicale de danse du mardi gras . La première mondiale de la comédie musicale a lieu le 19 février 1977 et est suivie d'une tournée aux États-Unis. Le Brass Band Olympia de Dejan est présent dans Fat Tuesday et All That Jazz, ainsi que l'Ensemble de danse afro-américaine Arthur Hall de Philadelphie, en Pennsylvanie.

## Continuer la tradition
En 1987, Allan Jaffe meurt d'un cancer à l'âge de cinquante et un ans. Son fils Ben, après avoir obtenu son diplôme de l'Oberlin College, devient directeur artistique de l'orchestre en 1993. Ben Jaffe organise une tournée avec le Preservation Hall Jazz Band, et joue de la contrebasse et du tuba. Il poursuit les projets éducatifs que son père a développés.

« Pas moins de 20 groupes différents, issus d'un groupe d'environ 150 musiciens locaux, avaient joué à Preservation Hall dans les années 1960, mais en 1999, la quasi-totalité de la génération de musiciens plus âgés était morte et les membres du groupe étaient un mélange de jeunes joueurs afro-américains de musiciens blancs d'outre-mer. Les plus remarquables parmi les premiers étaient Michael White (II), Wendell Brunious (qui a progressivement repris le leadership du groupe de Valentine lors des dernières années du trompettiste aîné, ainsi que du groupe de tournée), Freddie Lonzo et le joueur de tuba Walter Payton ; parmi les Européens figuraient le pianiste suédois Lars Edegran, le trompettiste anglais Clive Wilson, Orange Kellin et Jacques Gauthé »

— Hazeldine, Kernfeld.
Le Preservation Hall Jazz Band poursuit ses tournées nationales et internationales. Le groupe est dirigé par le trompettiste Wendell Brunious, remplacé ensuite par son frère aîné, John Brunious.
En 2006, le Preservation Hall Jazz Band reçoit la Médaille nationale des arts, la plus haute distinction d'excellence artistique du pays. Le prix est remis à Benjamin Jaffe et à la cofondatrice de Preservation Hall, Sandra Jaffe, qui l'ont reçu des mains de président et de la présidente Laura Bush lors d'une cérémonie au bureau ovale le 9 novembre 2006.

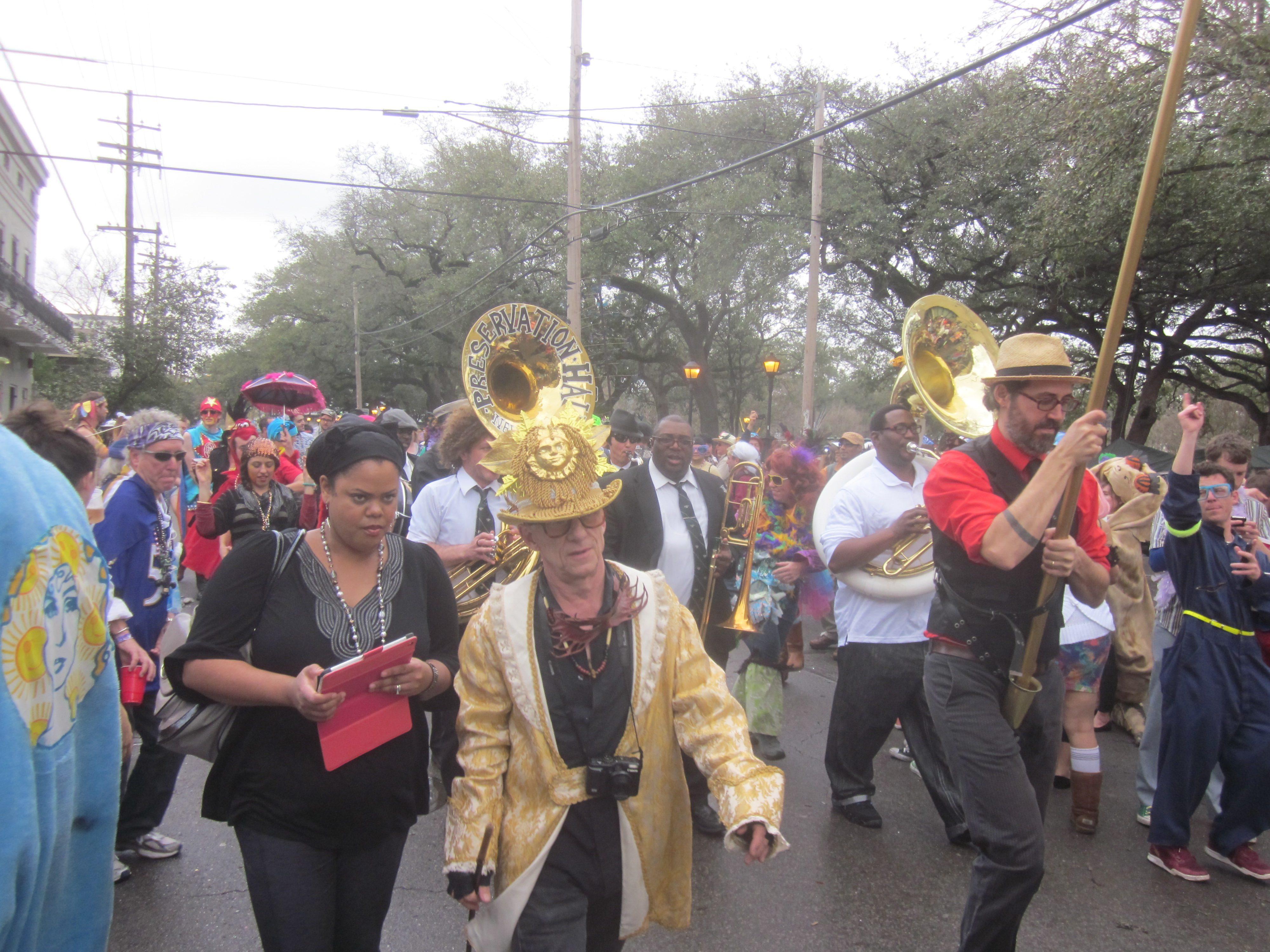
Le Preservation Hall Jazz Band participe au défilé du Mardi gras 2013 à La Nouvelle-Orléans.

À l'approche du 45e anniversaire du Preservation Hall, le groupe a collaboré avec des musiciens d'autres genres, tels que Blind Boys of Alabama, sur leur album primé aux Grammy Awards, Down in New Orleans. L’album de soutien au groupe sorti en 2010 contient des contributions d’Andrew Bird, du Del McCoury Band (en), de Jim James, de Dr John, de Pete Seeger et de Tom Waits. Le groupe Hall accompagne My Morning Jacket en tournée. Il sort l'album American Legacies, une collaboration avec le Del McCoury Band qui unit le jazz de la Nouvelle-Orléans et le bluegrass.
En 2014, le Preservation Hall Jazz Band a fait une apparition dans le huitième album studio des Foo Fighters, Sonic Highways.
L'ensemble de danse Trey McIntyre Project a collaboré avec le Preservation Hall Jazz Band pour créer Ma Maison et The Sweeter End, deux ensembles d'œuvres de danse contemporaine. Les deux ensembles ont effectué de nombreuses tournées à l’échelle nationale, notamment au Hollywood Bowl et au Lincoln Center .

## 50eanniversaire
Le Preservation Hall Jazz Band a célébré son jubilée entre 2011 et 2012. Les projets réalisés comprennet: 
- Concert du 50e anniversaire au Carnegie Hall avec Allen Toussaint, Frank Demond, Yasiin Bey, Givers, Steve Earle
- Art and Jazz: Preservation Hall au Ogden Museum of Southern Art .
- Ouverture de l'exposition à l’ancien US Mint à la Nouvelle-Orléans.
- Concert au New Orleans Jazz & Heritage Festival, avec Bonnie Raitt, Jim James, Allen Toussaint, Steve Earle, Rebirth Brass Band .
- Le groupe est devenu le premier à se produire au Newport Jazz Festival et au Newport Folk Festival la même année.
- Deux albums sont sortis: la collection du 50e anniversaire du groupe de jazz Preservation Hall ( Sony Legacy ) et le St. Peter & 57th St. ( Rounder ), un enregistrement du concert du 50e anniversaire organisé au Carnegie Hall intitulé

## Prix
- Médaille nationale des arts 2006
- Prix NAACP d'image 2013 pour la collection du 50e anniversaire du Preservation Hall Jazz Band

## Membres
- Ben Jaffe - contrebasse, tuba

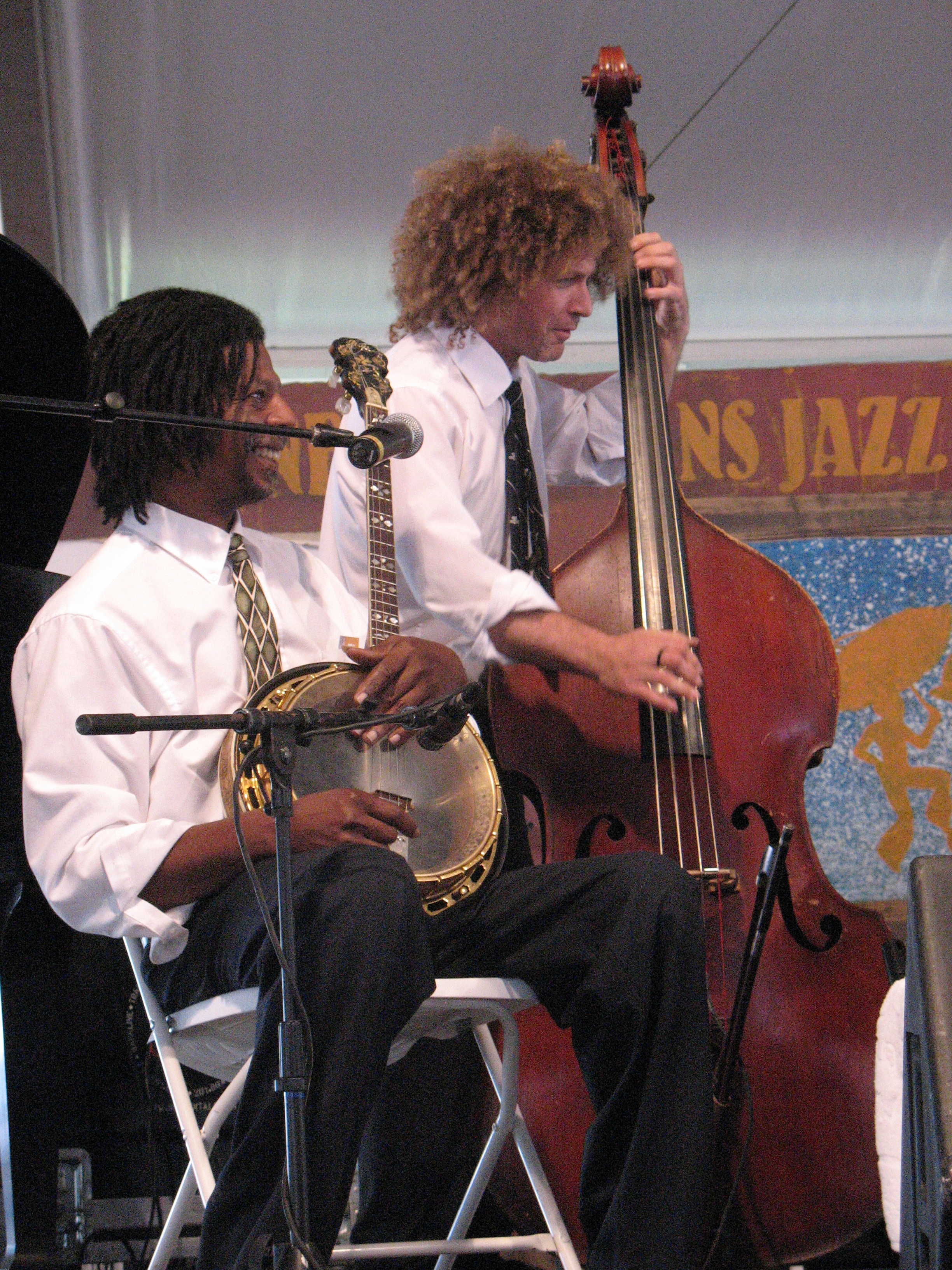
Carl LeBlanc au banjo et Ben Jaffe à la contrebasse (2008).

- Charlie Gabriel - saxophone, clarinette
- Walter Harris - batterie
- Ronell Johnson - trombone
- Branden Lewis - trompette
- Clint Maedgen - saxophone
- Kyle Roussel - piano [3]

Anciens membres
- Lucien Barbarin - trombone
- Paul Barbarin - batterie
- Douce Emma Barrett - piano
- John Brunious - trompette
- Wendell Brunious - trompette
- Albert Burbank - clarinette
- Raymond Burke - clarinette
- Maynard Chatters - trombone
- Manny Crusto - clarinette
- Frank Demond - trombone
- Lars Edegran - piano
- Frank Fields - basse
- Cie Frazier - batteur
- Percy Humphrey - trompette
- Willie Humphrey - clarinette
- Allan Jaffe - tuba
- Ralph H. Johnson - clarinette
- Leroy Jones - trompette
- Jeanette Kimball - piano
- Narvin Kimball - joueur de banjo
- Carl LeBlanc - banjo
- George Lewis - clarinette
- Punch Miller - trompette
- Sing Miller - piano
- Louis Nelson - trombone
- Alcide Pavageau - basse
- Walter Payton - contrebasse
- Billie Pierce - piano
- De De Pierce - trompette, cornet
- Shannon Powell - batterie
- James Prevost - basse
- Joe Robichaux - piano
- Jim Robinson - trombone
- Lester Santiago - piano
- Emanuel Sayles - banjoist
- Kid Sheik - trompette
- Gregg Stafford - trompette
- Kid Thomas Valentine - trompette
- Don Vappie - banjo
- Mari Watanabe - piano
- Michael White - clarinette

## Discographie
- 1964 New Orleans' Sweet Emma and her Preservation Hall Jazz Band (Preservation Hall)
- 1966 New Orleans' Billie and De De and their Preservation Hall Jazz Band (Preservation Hall)
- 1977 New Orleans, Vol. 1 (Columbia)
- 1981 New Orleans, Vol. 2 (Columbia)
- 1982 When the Saints Go Marchin' In (New Orleans, Vol. 3) (Columbia)
- 1987 New Orleans, Vol. 4 (CBS)
- 1992 Preservation Hall Jazz Band Live! (Sony)
- 1996 In the Sweet Bye and Bye (Sony)
- 1997 Preservation Hall Jazz Band of New Orleans, LA (Sony)
- 1998 Because of You (Sony)
- 2004 Preservation Hall Hot 4 with Duke Dejan (Preservation Hall)
- 2004 Shake That Thing (Preservation Hall)
- 2005 Sweet Emma (Preservation Hall)
- 2005 Songs of New Orleans (Preservation Hall)
- 2008 The Hurricane Sessions (Preservation Hall)
- 2009 New Orleans Preservation, Vol. 1 (Preservation Hall)
- 2010 Preservation: An Album to Benefit Preservation Hall and the Preservation Hall Music Outreach Program (Preservation Hall)
- 2011 American Legacies with the Del McCoury Band (McCoury Music)
- 2012 St. Peter and 57th St. (Rounder)
- 2013 That's It! (Sony)
- 2017 So It Is (Legacy)[4]

## Sources
- William Carter. Salle de préservation: Musique du cœur, 1991.
- "Le groupe de jazz Preservation Hall se réunit à New York", MSNBC, 21 septembre 2005. Récupéré le 24 juillet 2008]
- Hazeldine et Kernfeld, « Olympia Brass Band », Oxford Music Online (consulté le 27 mars 2013)
- Hazeldine et Kernfeld, « Preservation Hall Jazz Band », Oxford Music Online (consulté le 27 mars 2013)